# Antoni Michalik
Antoni Michalik (ur. 13 czerwca 1903 w Świętochłowicach, zm. 11 listopada 1988) — podporucznik Wojska Polskiego.
W wieku 7 lat rozpoczął naukę w niemieckiej szkole podstawowej. W 1917 rozpoczął pracę w Hucie Donnersmarcka w Zabrzu, by zaraz potem przenieść się do Warsztatów Tramwajowych w Gliwicach. W tym samym roku został członkiem Polskiej Organizacji Zawodowej Wzajemna Pomoc. W 1922 znajduje stałą pracę w Poczcie Polskiej aż do roku 1939. 
Podczas III powstania śląskiego wstępuje w szeregi IV baonu 2 Pułku Kadry Zabrskiej pod dowództwem Edmunda Kabicza. Na początku lipca 1921 wcielony do 9 pułku piechoty Legionów w Zamościu. Pod koniec października tego roku zwolniony do rezerwy. W 1924 powołany został do 54 pułku piechoty Strzelców Kresowych w Tarnopolu. Do domu wrócił we wrześniu 1925 w stopniu plutonowego. 
1 września 1939 wraz z Urzędem Pocztowym został ewakuowany do Skalbmierza, później do Kowala. W połowie października wrócił do Świętochłowic, jednak nie został przyjęty do pracy na poczcie. W czasie okupacji otwarcie utożsamiał się z Polską. W fingerabdrucku zadeklarował wraz z żoną przynależność polską. Przez to cała jego rodzina nie została wpisana na volkslistę.
Po wojnie ponownie znalazł zatrudnienie w Poczcie Polskiej, tym razem w mieście Toszek. W 1951 objął urząd naczelnika Poczty Polskiej w Świętochłowicach, jednak za odmowę współpracy z UB został zdymisjonowany w maju 1963. 
W 1945 wstąpił do Związku Weteranów Powstań Śląskich, a w 1953 został członkiem ZBoWiD-u, w którym od 1967 był rzecznikiem Sądu Koleżeńskiego.
Ordery i odznaczenia
- Krzyż Kawalerski Orderu Odrodzenia Polski (1970)
- Śląski Krzyż Powstańczy (1956)
- Medal Zwycięstwa i Wolności 1945 (1976)
- Medal 40-lecia Polski Ludowej (1984)
- Medal Pamiątkowy za Wojnę 1918–1921 (1929)